# Henri-Jacques-Jean-François de Vernejoul
Henri-Jacques-Jean-François de Vernejoul, francoski general, * 1889, † 1969.